# Neirone (torrente)
Il Neirone (Neion o Nejön in ligure o anche Naiùn in gaviese) è un torrente dell'Appennino Ligure.

## Percorso
Il torrente nasce dalla Rocca Crovaglia (594 m) e scorre interamente nel comune di Gavi (AL), arrivato a Gavi il torrente sfocia nel Lemme.
Parte del suo corso attraversa la Riserva naturale del Neirone, dell'estensione di 101 ettari, gestita da Aree Protette Appennino Piemontese.